# Зал славы WWE
Зал славы WWE (англ. WWE Hall of Fame) — зал славы, посвящённый рестлерам, внёсшим большой вклад в развитие рестлинг-промоушена WWE.
На 2022 год было проведено 234 включения в Зал славы WWE: было включено 124 рестлеров, 18 групп и команд (включают в себя 51 рестлера), 12 знаменитостей, восемь получивших «Награду Воина» (для людей, проявивших «непоколебимую силу и настойчивость») и 46 участников в категории «Наследие» (первые рестлеры, начиная с начала XX века). 59 участников было введены в Зал посмертно. Восемь рестлеров включены в Зал славы WWE дважды (индивидуально и как член команды/группировки): Рик Флэр, Шон Майклз, Брет Харт, Букер Ти, Халк Хоган, Скотт Холл, Кевин Нэш и Шон Уотлман.
Физический Зал славы не существует, однако в 2020 году началось строительство здания в Орландо, Флорида.

## История
Официальной датой создания Зала считается 22 марта 1993 года, в этот день на шоу Monday Night Raw было оглашено о вводе в Зал славы Андре Гиганта, который умер за два месяца до этого. В последующие три года WWF продолжило проводить специальные церемонии по введению рестлеров в Зал славы, однако их никогда не показывали. После 1996 года WWF прекратило вводить рестлеров в Зал славы без какого-либо объяснения. В 2004 году WWE возобновила ввод рестлеров в Зал славы. Это событие совпало с проведением WrestleMania XX. Эту церемонию, как и предыдущие, не показывали по телевидению, однако видео с неё было выпущено на DVD 1 июня 2004 года. Начиная с 2005 года WWE стала показывать сокращенную запись церемонии на телеканале Spike TV (2005) и на USA Network (2006—наст. время). В 2008 году церемония первым была показана в прямом эфире на USA Network. Начиная с 2005 года, запись церемонии стала частью DVD, посвящённого WrestleMania, а с 2014 года транслируются на WWE Network. В 2015 году на WWE Network стали доступны запись всех предыдущих церемоний Зала славы WWE.
Хотя не существует здания, в котором бы был представлен Зал славы, WWE изучало возможность строительства такого объекта. В 2008 году Шейн Макмэн заявил, что WWE сохраняет все памятные вещи на специальном складе, на случай, если будет построено здание для их демонстрации. В 2020 году началось строительство здания в Орландо, Флорида.
Введение в Зал славы зачастую связано с тем, как рестлер относится к WWE. Так многие бывшие рестлеры WWE, которые часто критикуют компанию, и в данный момент работают в других промоушенах, не были введены в Зал славы. С другой стороны, Бруно Саммартино, обладатель рекорда по удержанию титула чемпиона WWE, до 2013 самостоятельно отказывался от включения в Зал славы.

## Члены Зала славы WWE

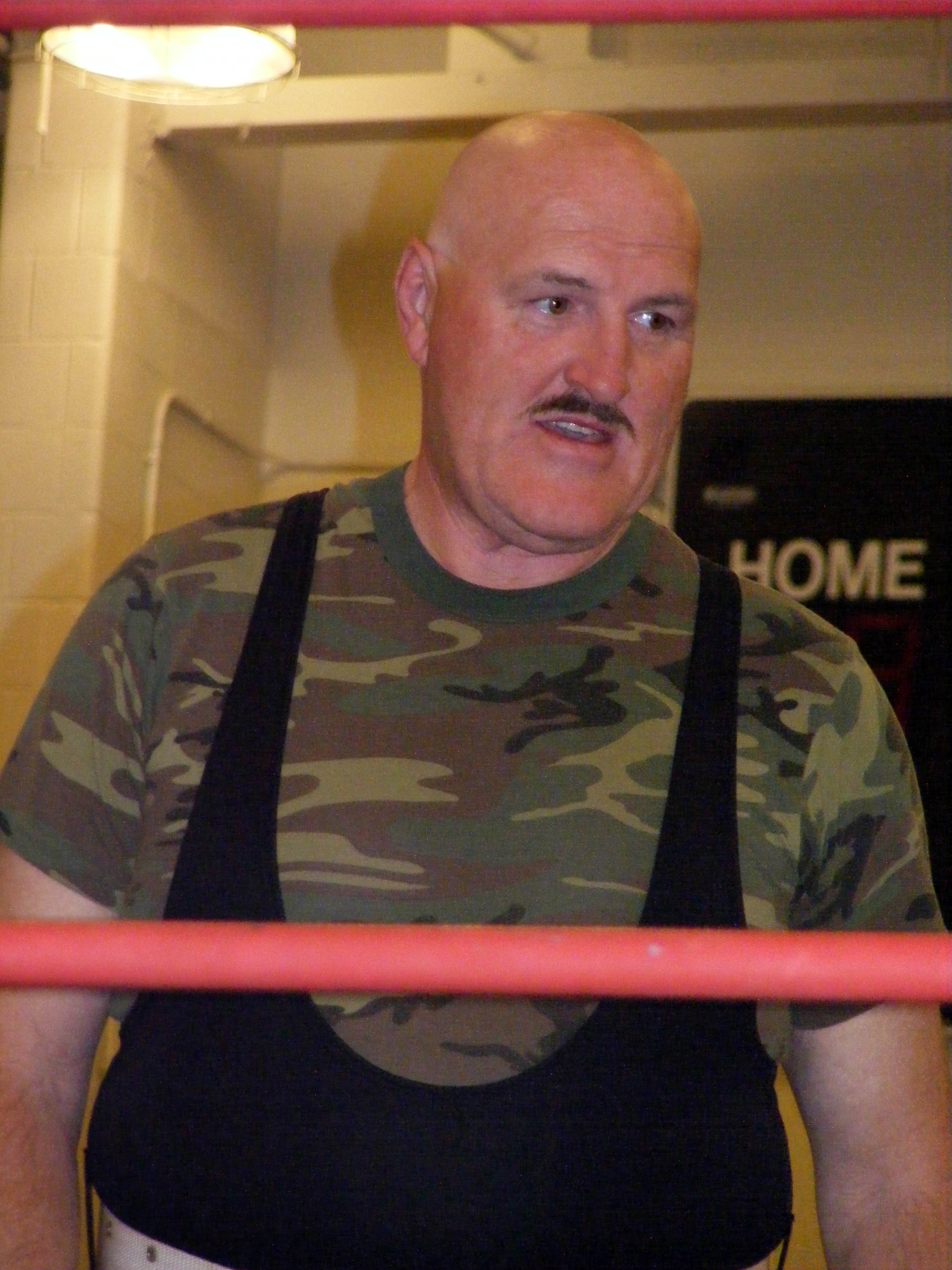
Сержант Слотер, введённый в 2004

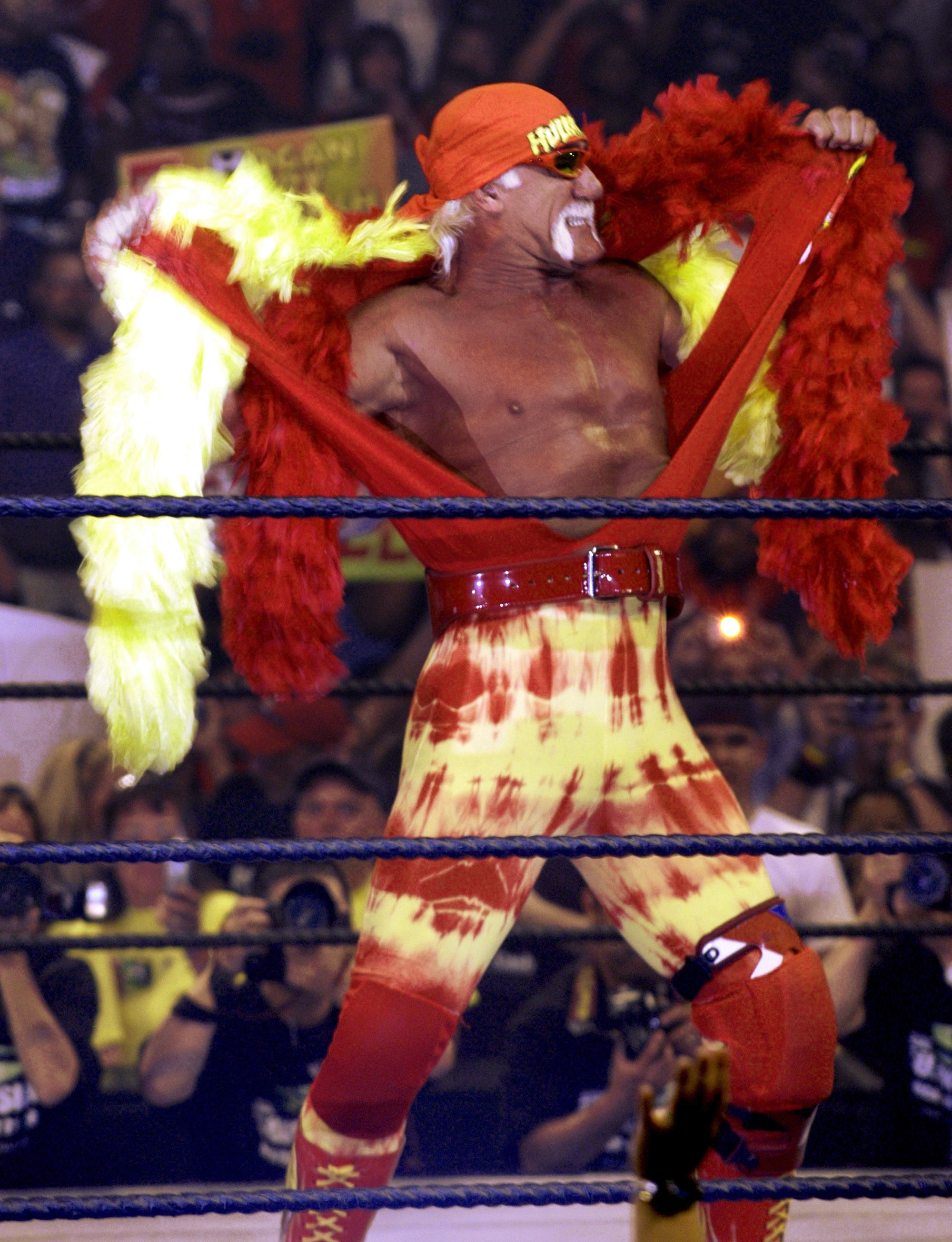
Халк Хоган, введённый в 2005

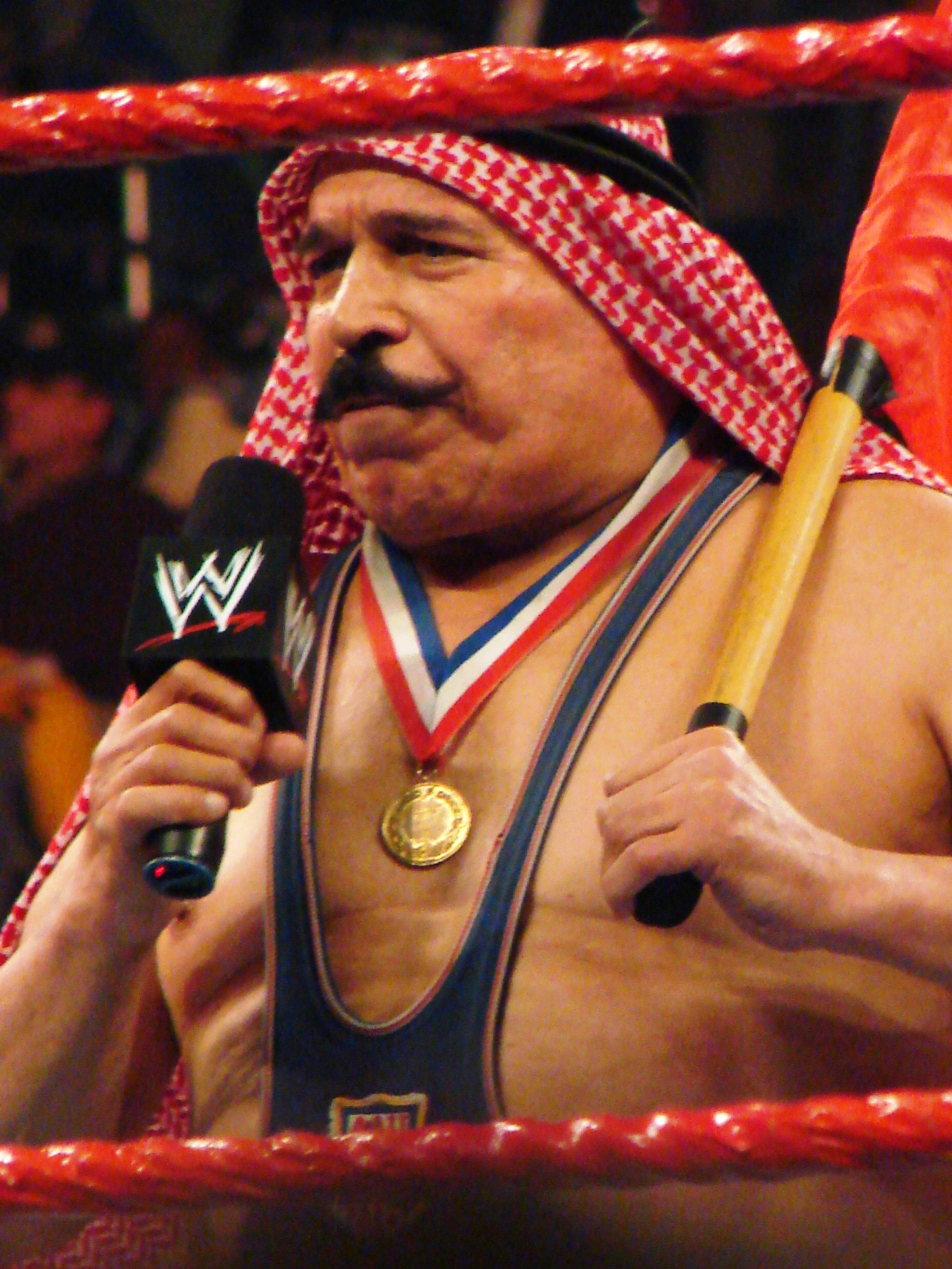
Железный Шейх, введённый в 2005

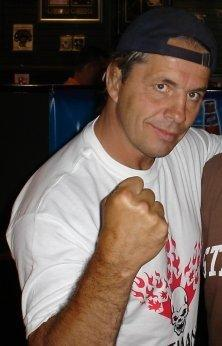
Брет Харт, введённый в 2006

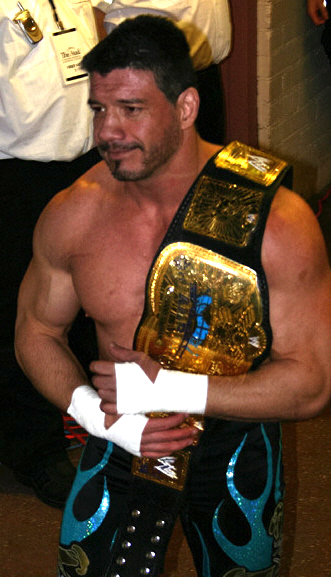
Эдди Герреро, введённый в 2006

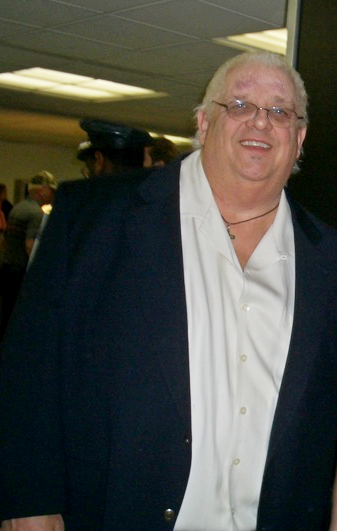
Дасти Роудс, введённый в 2007

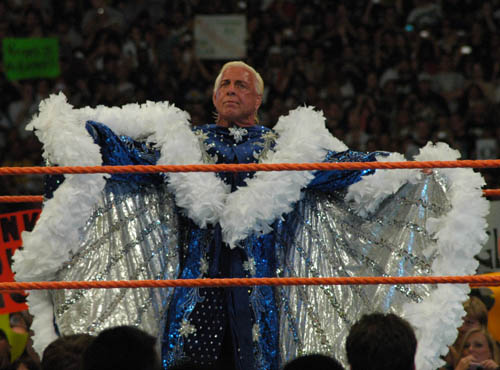
Рик Флэр, введённый в 2008

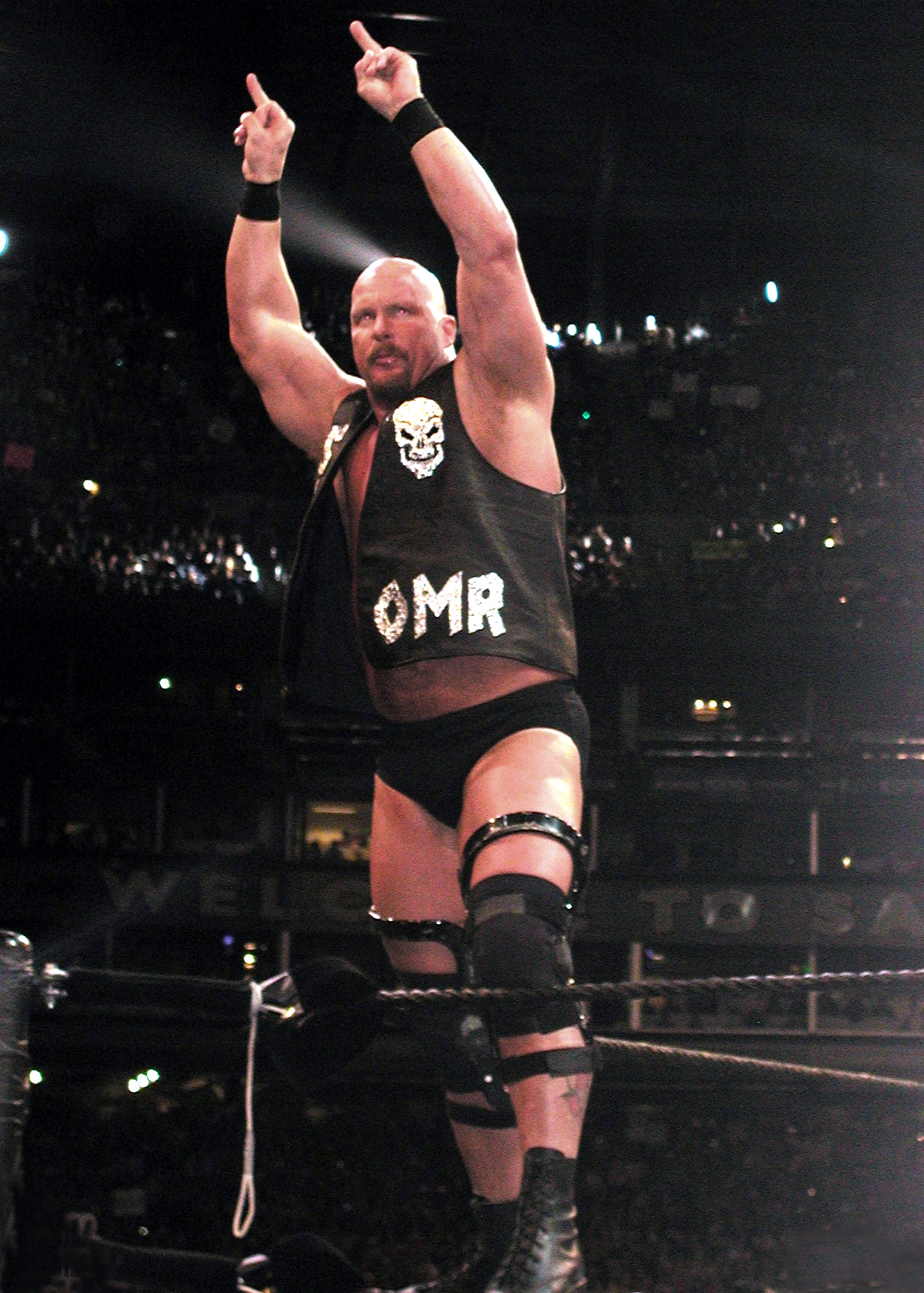
«Ледяная Глыба» Стив Остин, введённый в 2009

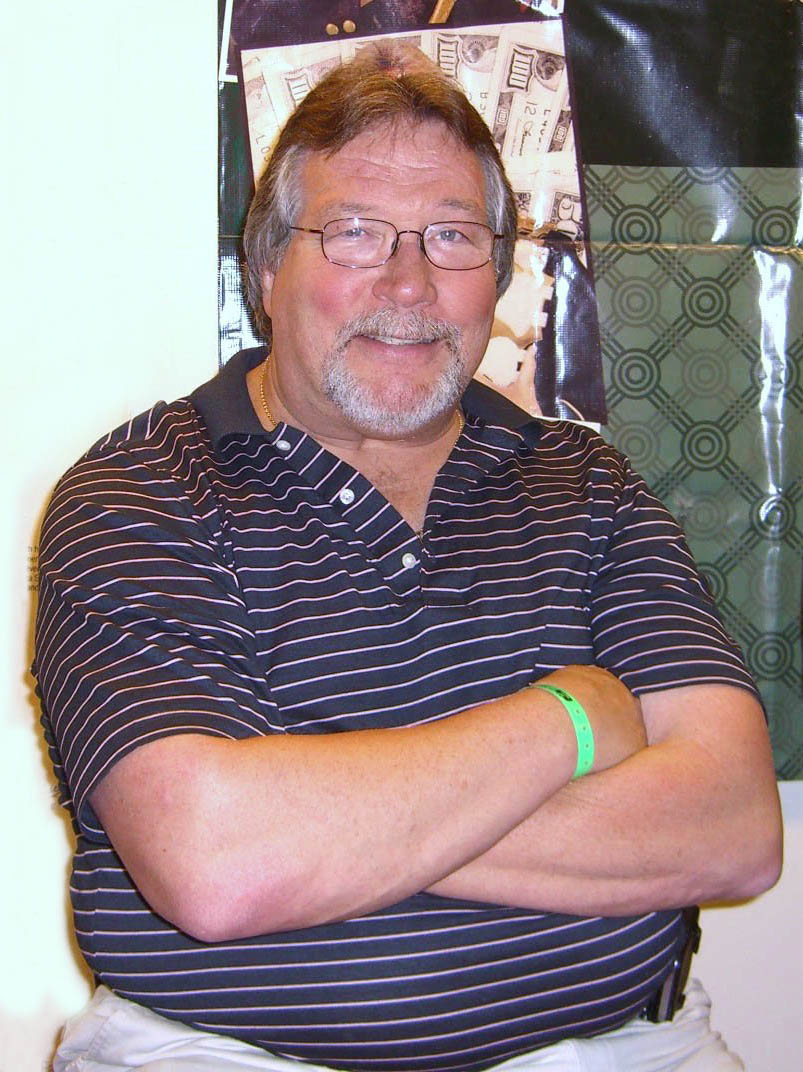
Тед Дибиаси, введённый в 2010

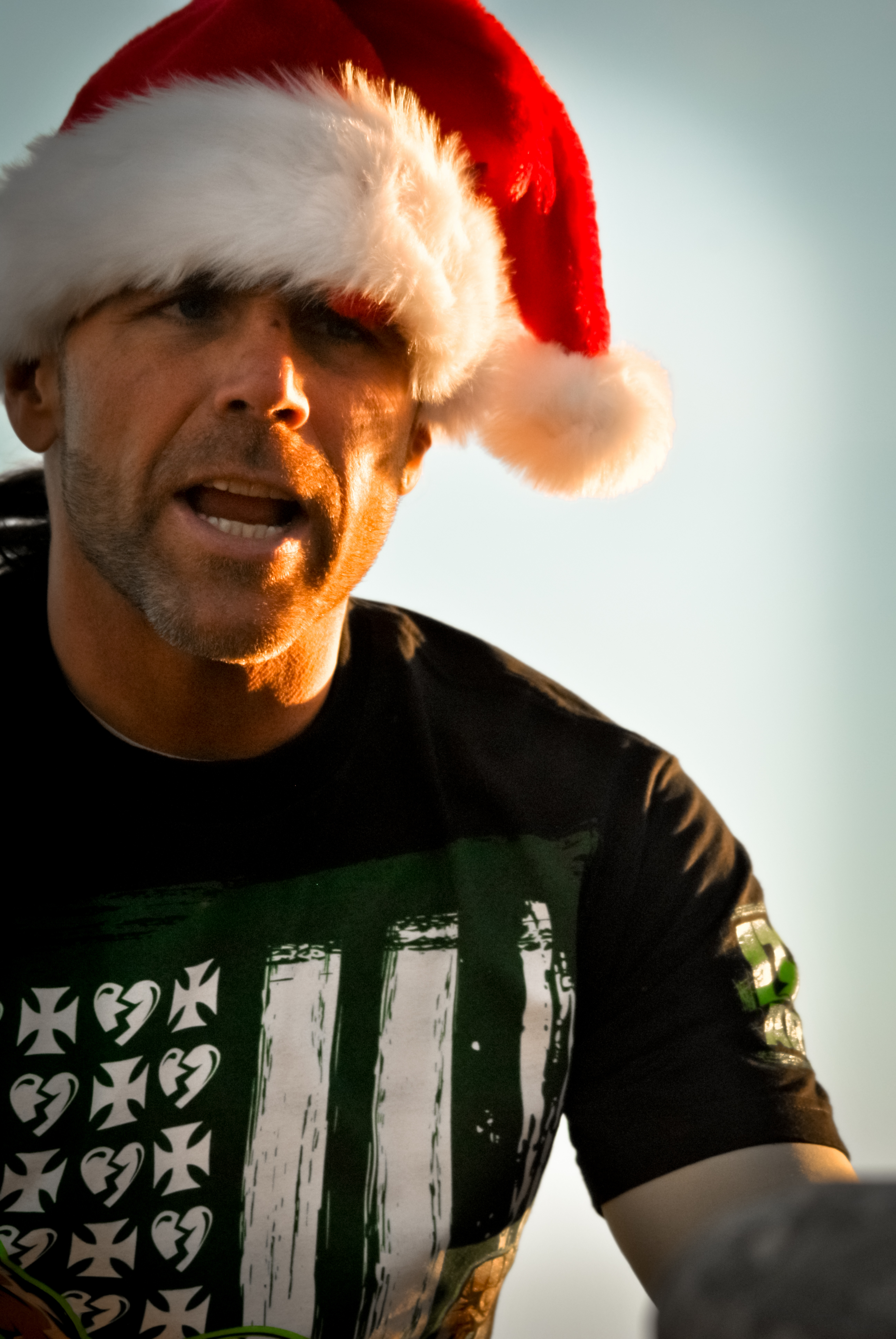
Шон Майклз, введённый в 2011

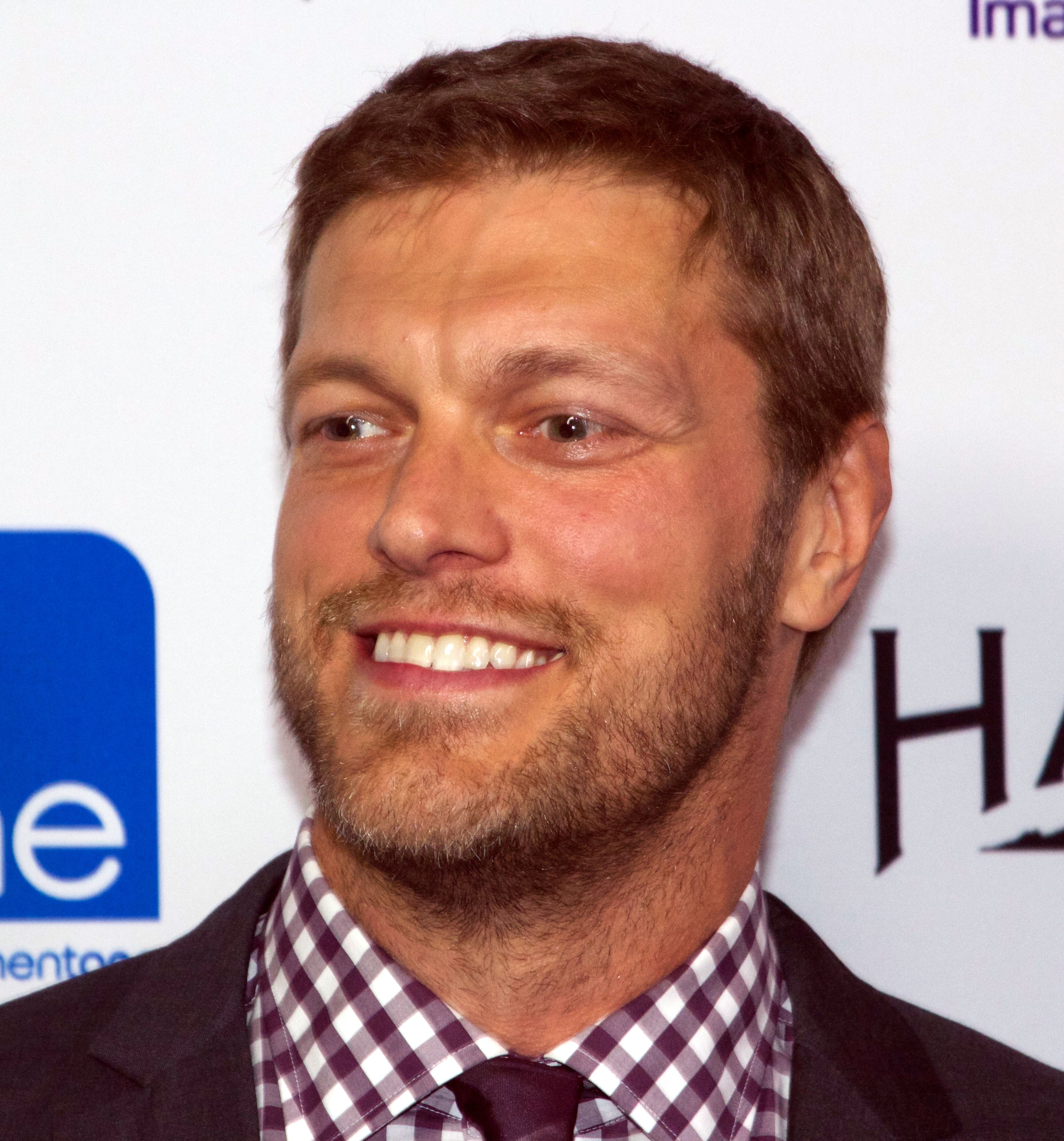
Эдж, введённый в 2012

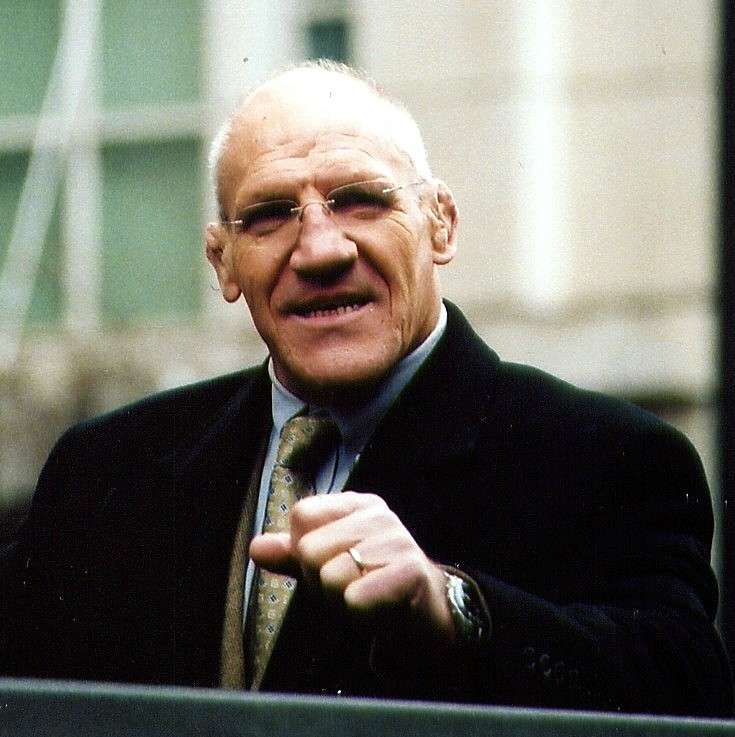
Бруно Саммартино, введённый в 2013

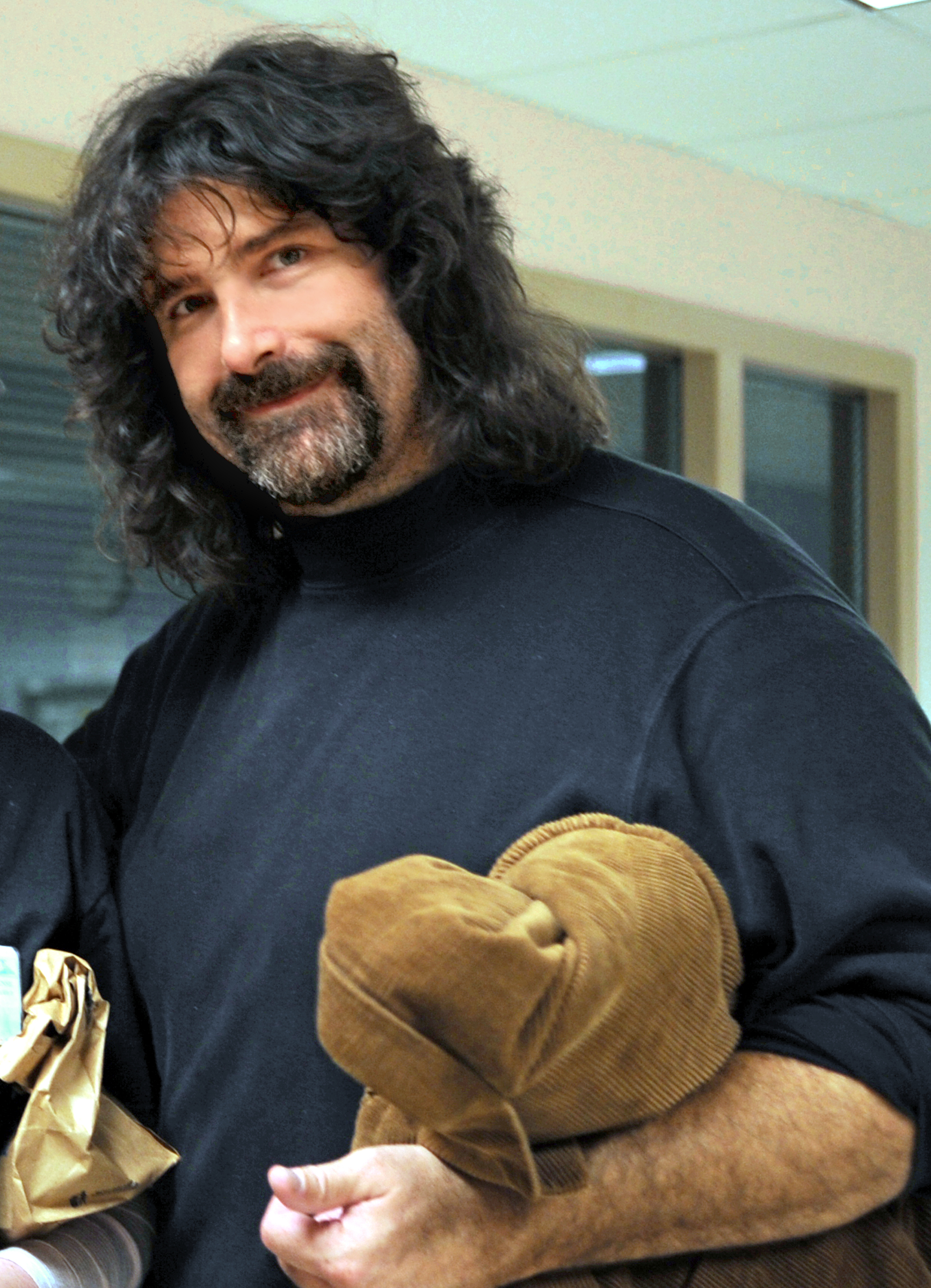
Мик Фоли, введённый в 2013

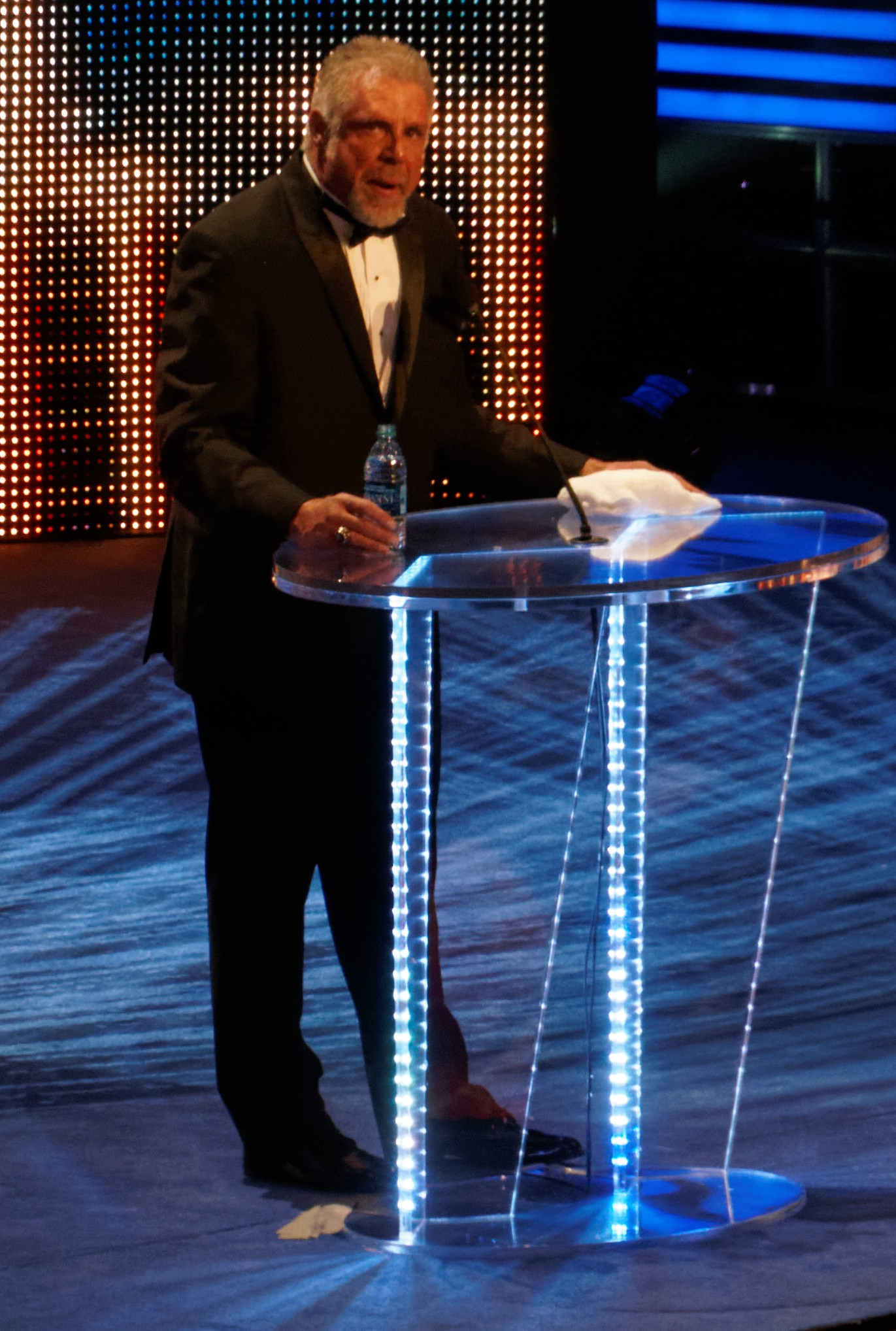
Последний воин, введённый в 2014

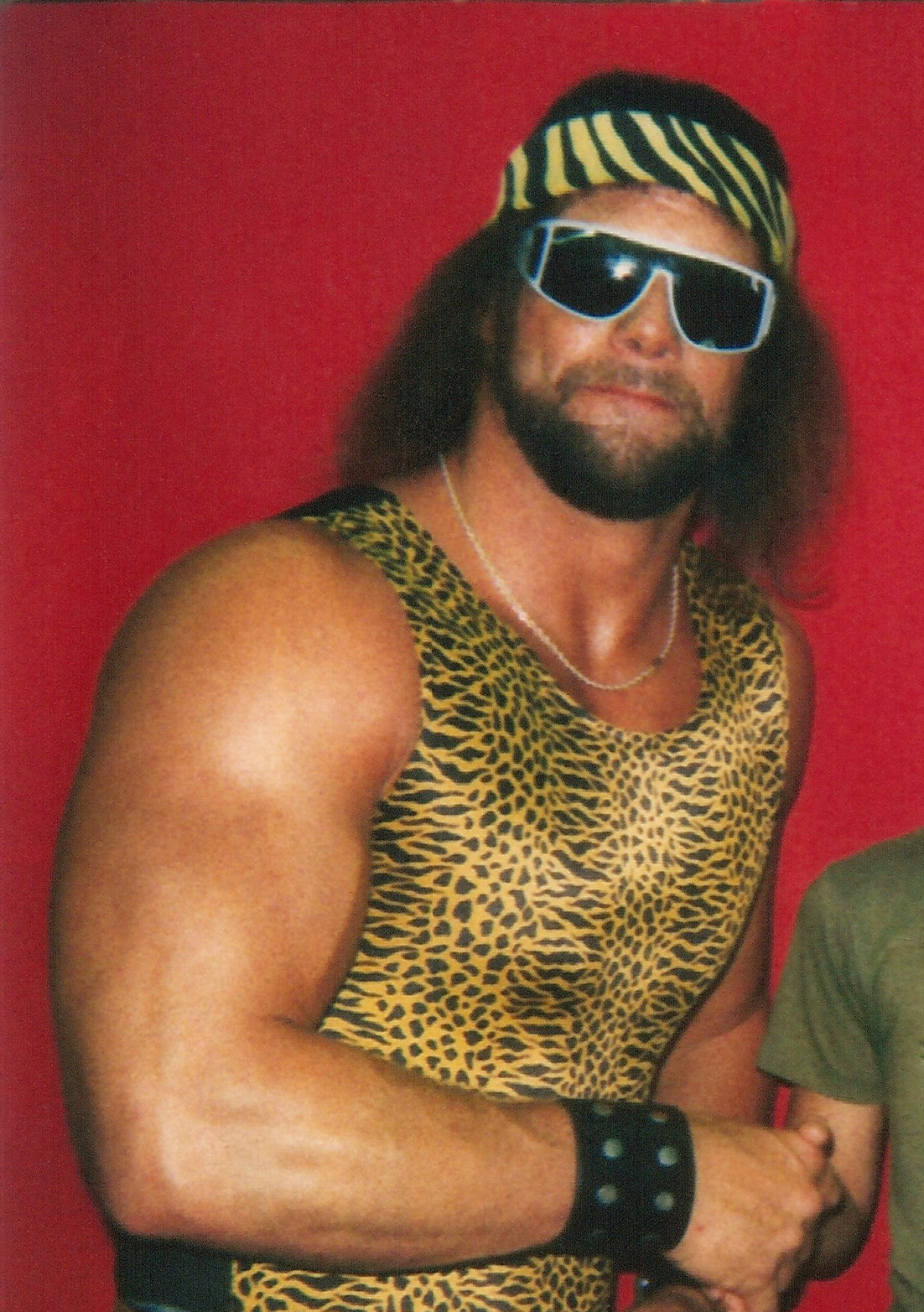
Рэнди Сэвидж, введённый в 2015

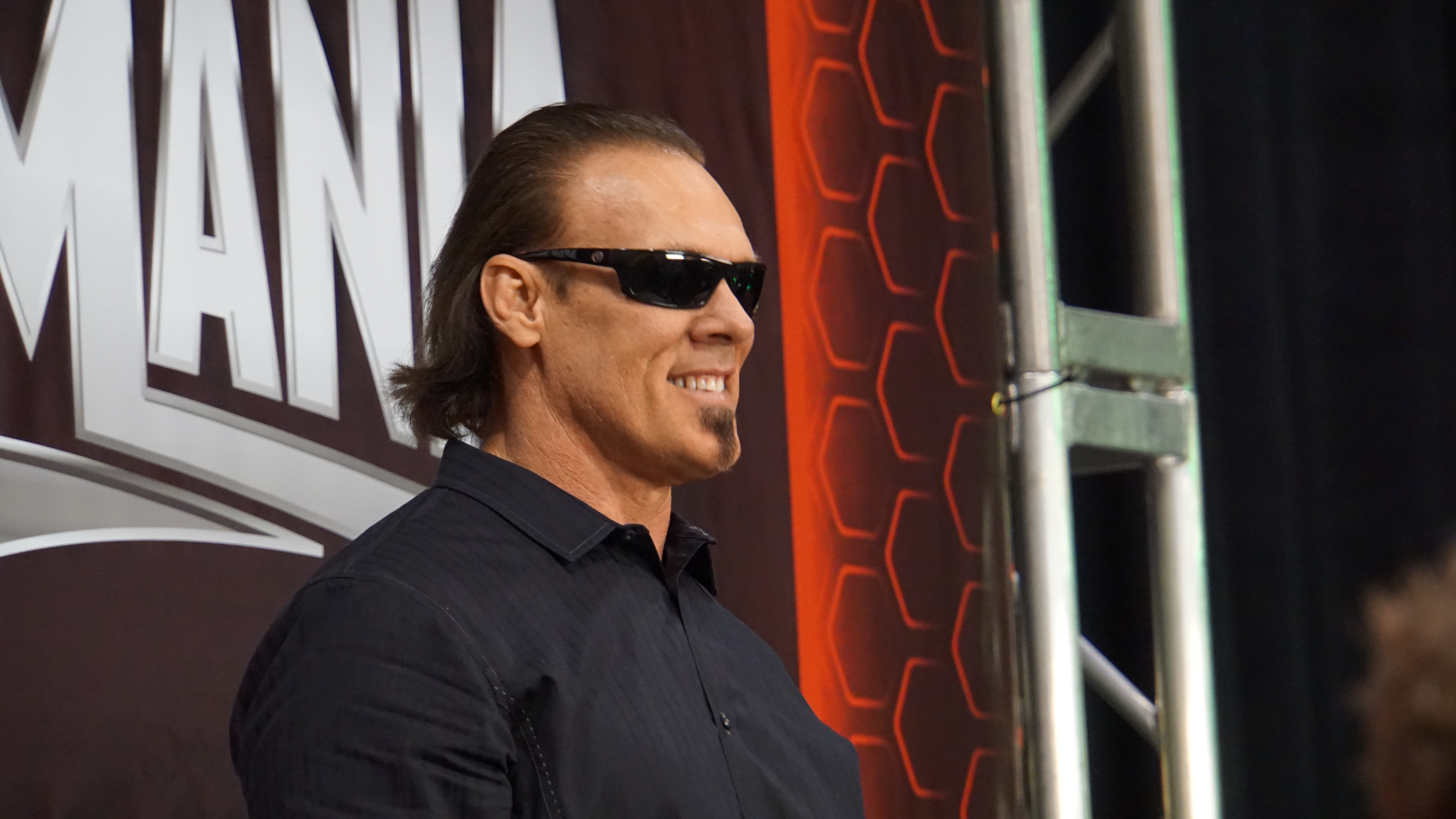
Стинг, введённый в 2016

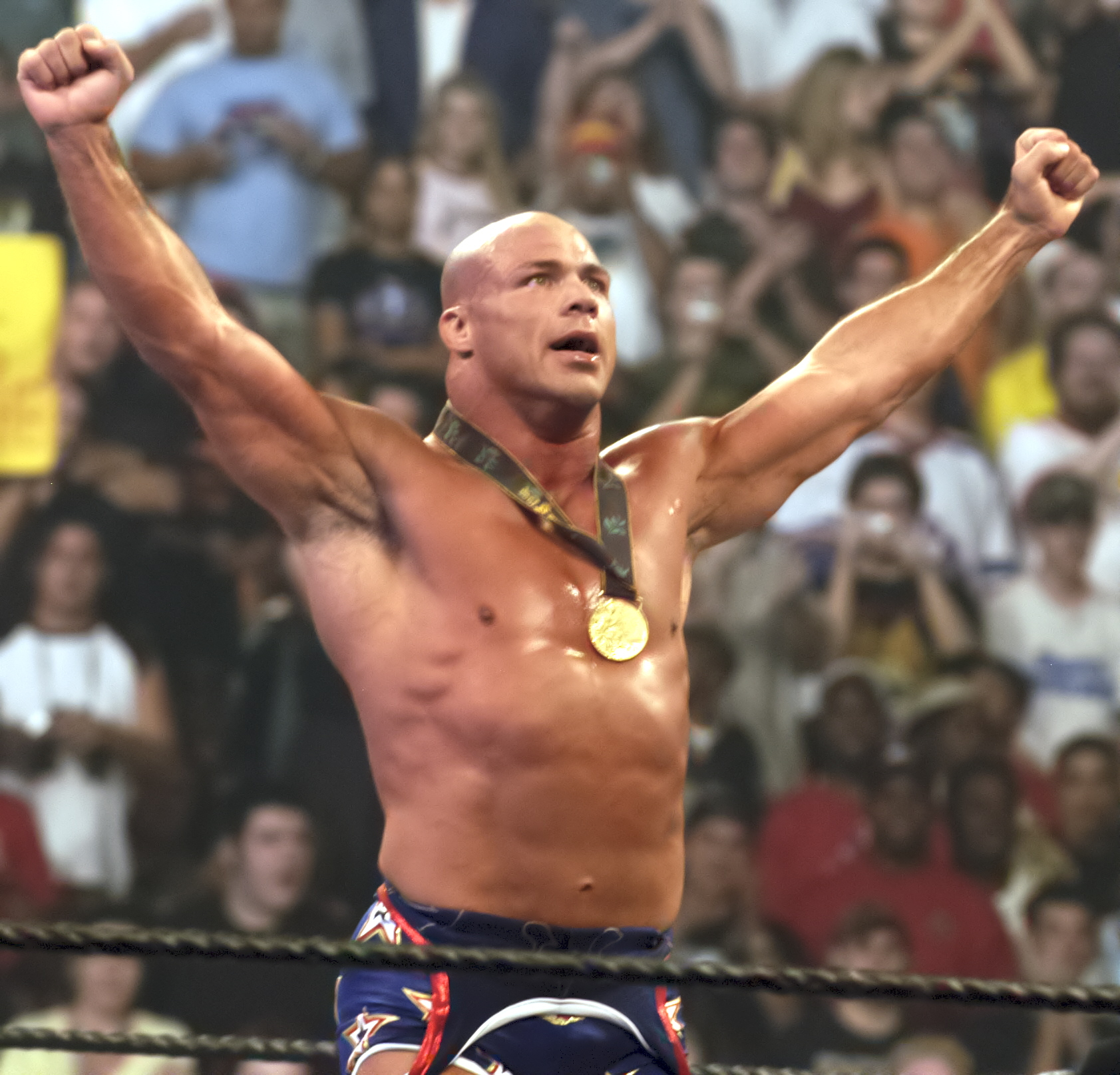
Курт Энгл, введённый в 2017

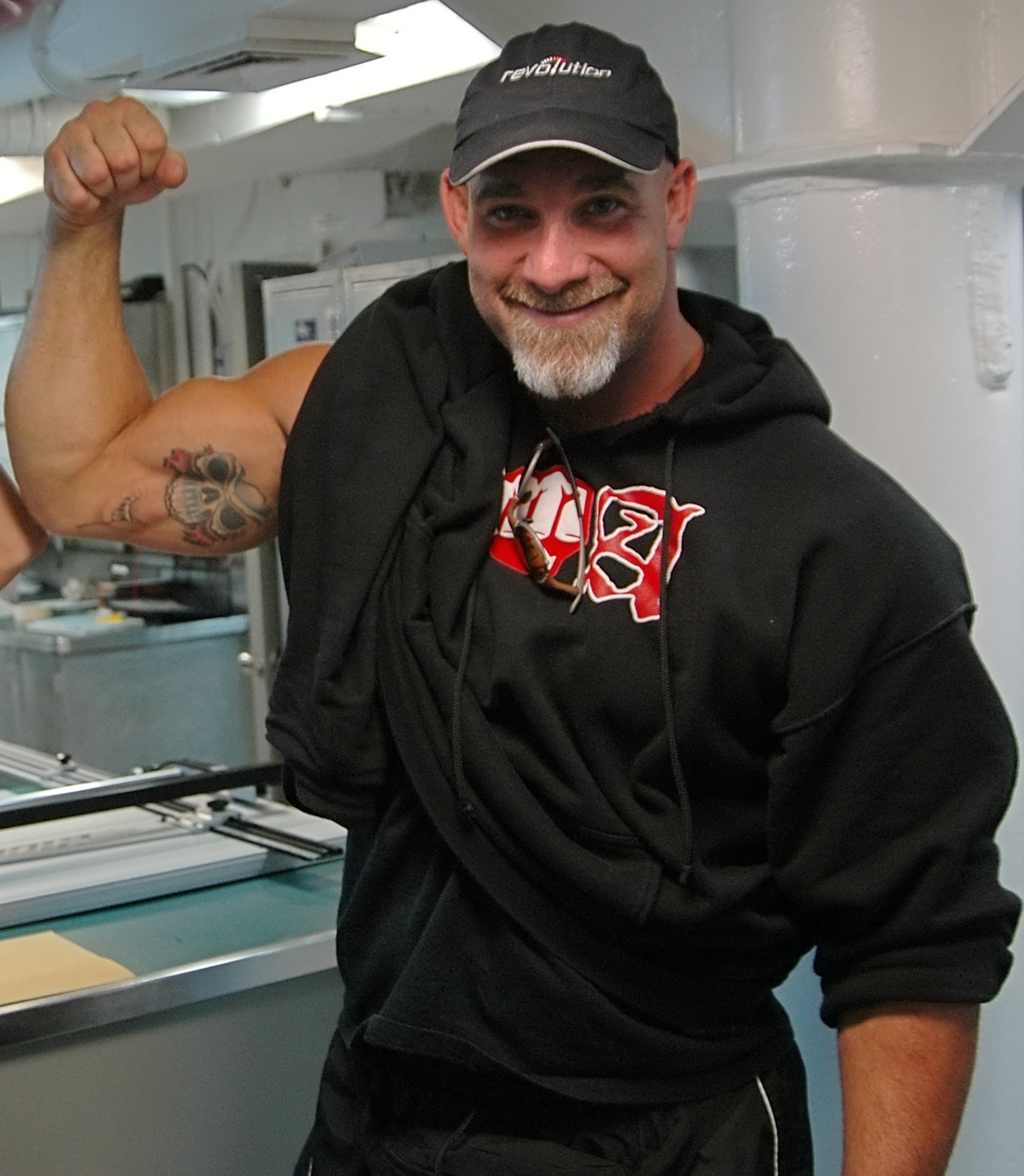
Голдберг, введённый в 2018

- Хедлайнер года выделен жирным

| Год | Категория          | Имя на ринге                                                                               | Объявил о введении                                | Примечания |
| --- | ------------------ | ------------------------------------------------------------------------------------------ | ------------------------------------------------- | --- |
| 1993 | Индивидуально      | Андре Гигант                                                                               | -                                                 | Введён посмертно. Чемпион WWF. Церемония не проводилась. Был показан только видеоролик во время одного эпизода Superstars в 1993 году, в котором говорилось о его вводе |
| 1994 | Индивидуально      | Арнольд Скааланд                                                                           | Боб Бэклунд                                       | Командный чемпион Соединённых Штатов WWWF. Долгое время был менеджером в WWF |
| 1994 | Индивидуально      | Бобо Бразил                                                                                | Эрни Лэдд                                         | Четырёхкратный чемпион Соединённых Штатов WWWF, чемпион Соединённых Штатов в тяжёлом весе NWA, а также обладатель более 30 региональных чемпионских титулов в NWA |
| 1994 | Индивидуально      | Бадди Роджерс                                                                              | Брет Харт                                         | Введён посмертно. Чемпион мира NWA в тяжёлом весе и первый чемпион WWWF в тяжёлом весе |
| 1994 | Индивидуально      | Чиф Джей Стронгбоу                                                                         | Татанка                                           | Четырёхкратный командный чемпион WWWF/WWF |
| 1994 | Индивидуально      | Фредди Блэсси                                                                              | Шейн Макмэн                                       | Обладатель более 30 региональных чемпионских титулов NWA. В течение долгого времени был менеджером WWF |
| 1994 | Индивидуально      | Горилла Монсун                                                                             | Джим Росс                                         | Двукратный командный чемпион Соединённых Штатов WWWF. Бывший диктор и президент WWF |
| 1994 | Индивидуально      | Джеймс Дадли                                                                               | Винс Макмэн                                       | Первый афроамериканец, выступавший на главных аренах Соединённых Штатов |
| 1995 | Индивидуально      | Антонино Рокка                                                                             | Дизель                                            | Введён посмертно. Интернациональный чемпион в тяжёлом весе WWF |
| 1995 | Индивидуально      | Эрни Лэдд                                                                                  | Бобо Бразил                                       | Также член Зала славы WCW, обладатель нескольких региональных титулов NWA |
| 1995 | Индивидуально      | Джордж Стил                                                                                | Клоун Доинк                                       | Также член Зала славы Pro Wrestling |
| 1995 | Индивидуально      | Иван Путский                                                                               | Скотт Путский                                     | Командный чемпион WWF |
| 1995 | Индивидуально      | Невероятная Мула                                                                           | Аландра Блейз                                     | Трёхкратный (и первый) чемпион WWF среди женщин. Свой четвёртый титул выиграла, уже будучи введённой в Зал славы. Также обладатель рекорда по удержанию чемпионского титула |
| 1995 | Индивидуально      | Великий Волшебник                                                                          | Сержант Слотер                                    | Введён посмертно. Длительное время был менеджером WWF |
| 1995 | Индивидуально      | Педро Моралес                                                                              | Савио Вега                                        | Чемпион WWWF в тяжёлом весе, первый чемпион Тройной короны |
| 1996 | Индивидуально      | Микель Сциклуна                                                                            | Горилла Монсун                                    | Командный чемпион WWWF |
| 1996 | Индивидуально      | Лу Альбано                                                                                 | Джо Френклин                                      | Командный чемпион Соединённых Штатов WWWF. В качестве менеджера привёл 15 различных команд и 4 рестлеров к различным чемпионским титулам |
| 1996 | Индивидуально      | Джимми Снука                                                                               | Дон Мурако                                        | Чемпион Соединённых Штатов NWA в тяжёлом весе, двукратный командный чемпион NWA и первый чемпион ECW в тяжёлом весе |
| 1996 | Индивидуально      | Джонни Родз                                                                                | Арнольд Скааланд                                  | Работал в WWF около 20 лет |
| 1996 | Индивидуально      | Киллер Ковальски                                                                           | Трипл Эйч                                         | Командный чемпион WWWF, обладатель 17 региональных титулов NWA |
| 1996 | Индивидуально      | Пат Паттерсон                                                                              | Брет Харт                                         | Первый интерконтинентальный чемпион WWF, командный чемпион мира AWA и обладатель более 20 региональных титулов NWA |
| 1996 | Индивидуально      | Винсент Джей Макмэн                                                                        | Шейн Макмэн                                       | Введён посмертно. Основатель WWE |
| 1996 | Группа             | Братья Вэлиант (Джимми Вэлиант и Джонни Вэлиант)                                           | Британский Бульдог и Оуэн Харт                    | Командные чемпионы мира WWWF, первая команда, введённая в Зал славы WWE |
| 2004 | Индивидуально      | Большой Джон Стадд                                                                         | Биг Шоу                                           | Введён посмертно. На церемонии был представлен своим сыном Джоном Минтоном младшим. Командный чемпион мира WWWF, обладатель нескольких региональных титулов NWA |
| 2004 | Индивидуально      | Дон Мурако                                                                                 | Мик Фоли                                          | Двукратный интерконтинентальный чемпион WWF. Первый победитель King of the Ring |
| 2004 | Индивидуально      | Грег Валентайн                                                                             | Джимми Харт                                       | Двукратный чемпион Соединённых Штатов NWA в тяжёлом весе, четырёхкратный командный чемпион мира NWA, интерконтинентальный чемпион WWF и командный чемпион WWF |
| 2004 | Индивидуально      | Харли Рейс                                                                                 | Рик Флэр                                          | Восьмикратный чемпион мира NWA в тяжёлом весе ,первый чемпион Соединённых Штатов NWA в тяжёлом весе, трёхкратный командный чемпион мира AWA и победитель King of the Ring в 1986 году |
| 2004 | Индивидуально      | Джесси Вентура                                                                             | Тайрел Дженос                                     | Командный чемпион мира AWA. Бывший комментатор WWF |
| 2004 | Индивидуально      | Помойный пёс                                                                               | Эрни Лэдд                                         | Введён посмертно. На церемонии его представляла дочка Латойа Риттер. Был обладателем 15 чемпионских титулов |
| 2004 | Индивидуально      | Сержант Слотер                                                                             | Пат Паттерсон                                     | Чемпион WWF и двукратный чемпион Соединённых Штатов NWA в тяжёлом весе |
| 2004 | Индивидуально      | Билли Грэхем                                                                               | Трипл Эйч                                         | Чемпион мира в тяжёлом весе WWWF |
| 2004 | Индивидуально      | Тито Сантана                                                                               | Шон Майклз                                        | Двукратный интерконтинентальный чемпион WWF и двукратный командный чемпион WWF |
| 2004 | Индивидуально      | Бобби Хинан                                                                                | Блэкджек Ланза                                    | Бывший комментатор. Также длительное время был менеджером в WWF |
| 2004 | Знаменитость       | Пит Роуз                                                                                   | Кейн                                              | [ 42 ] |
| 2005 | Индивидуально      | Халк Хоган                                                                                 | Сильвестер Сталлоне                               | Шестикратный чемпион WWF/E и шестикратный чемпион мира WCW в тяжёлом весе |
| 2005 | Индивидуально      | Родди Пайпер                                                                               | Рик Флэр                                          | Двукратный чемпион Соединённых Штатов в тяжёлом весе NWA, обладатель более 10 региональных титулов NWA и интерконтинентальный чемпион WWF |
| 2005 | Индивидуально      | Боб Ортон                                                                                  | Рэнди Ортон                                       | Обладатель большого количества региональных титулов NWA |
| 2005 | Индивидуально      | Джимми Харт                                                                                | Джерри Лоулер                                     | Долгое время был менеджером в WWF. |
| 2005 | Индивидуально      | Пол Орндорфф                                                                               | Бобби Хинан                                       | Четырёхкратный национальный чемпион в тяжёлом весе NWA и двукратный командный чемпион мира WCW |
| 2005 | Индивидуально      | Николай Волков                                                                             | Джим Росс                                         | Трёхкратный интерконтинентальный командный чемпион WWWF и командный чемпион WWF |
| 2005 | Индивидуально      | Железный Шейх                                                                              | Сержант Потрошитель                               | Чемпион WWF и командный чемпион WWF |
| 2006 | Индивидуально      | Брет Харт                                                                                  | Стив Остин                                        | Пятикратный чемпион WWF, двукратный чемпион мира в тяжёлом весе WCW, двукратный интерконтинентальный чемпион WWF, чемпион Соединённых Штатов WWE и двукратный командный чемпион WWF |
| 2006 | Индивидуально      | Эдди Герреро                                                                               | Крис Бенуа, Рей Мистерио и Чаво Герреро           | Введён посмертно. На церемонии был представлен Вики Герреро и его двумя дочерьми. Чемпион WWE, двукратный чемпион Соединённых Штатов WCW/WWE и двукратный интерконтинентальный чемпион WWE |
| 2006 | Индивидуально      | Джин Окерланд                                                                              | Халк Хоган                                        | Длительное время был в AWA, WCW и WWF/E интервьюером и ринганнонсером |
| 2006 | Индивидуально      | Сенсационная Шерри                                                                         | Тед Дибиаси                                       | Женский чемпион WWF и четырёхкратный женский чемпион мира AWA. Бывший менеджер |
| 2006 | Индивидуально      | Верн Ганье                                                                                 | Грег Ганье                                        | Соучредитель American Wrestling Association, десятикратный чемпион мира в тяжёлом весе AWA и четырёхкратный командный чемпион мира AWA |
| 2006 | Индивидуально      | Тони Атлас                                                                                 | Си Ди Джоунс                                      | Командный чемпион WWF. Вместе с Рокки Джонсоном стал первым афроамериканским командным чемпионом WWF |
| 2006 | Знаменитость       | Уильям Перри                                                                               | Джон Сина                                         | [ 56 ] |
| 2006 | Группа             | «Блэкджеки» (Блэкджек Маллиган и Блэкджек Ланза)                                           | Бобби Хинан                                       | Командные чемпионы мира WWWF |
| 2007 | Индивидуально      | Дасти Роудс                                                                                | Коди и Дастин Раннелс                             | Трёхкратный чемпион мира в тяжёлом весе NWA, чемпион Соединённых Штатов в тяжёлом весе NWA, двукратный командный чемпион мира NWA и обладатель более 40 региональных титулов NWA |
| 2007 | Индивидуально      | Курт Хенниг                                                                                | Уэйд Боггз                                        | Введён посмертно. На церемонии был представлен своей женой, четырьмя детьми, его матерью и отцом Ларри Хеннингом. Чемпион мира в тяжёлом весе AWA, командный чемпион мира AWA, двукратный интерконтинентальный чемпион WWF и чемпион Соединённых Штатов в тяжёлом весе WCW                                                                                |
| 2007 | Индивидуально      | Джерри Лоулер                                                                              | Уильям Шетнер                                     | Чемпион мира в тяжёлом весе AWA, тридцатикратный чемпион в тяжёлом весе AWA, трёхкратный чемпион мира в тяжёлом весе WCWA. В настоящее время работает комментатором на бренде Raw |
| 2007 | Индивидуально      | Ник Боквинкель                                                                             | Бобби Хинан                                       | Шестикратный чемпион мира в тяжёлом весе AWA и трёхкратный командный чемпион мира AWA |
| 2007 | Индивидуально      | Мистер Фудзи                                                                               | Дон Мурако                                        | Пятикратный Командный чемпион мира WWWF/WWF. Бывший менеджер |
| 2007 | Индивидуально      | Шейх                                                                                       | Роб Ван Дам и Сабу                                | Введён посмертно. На церемонии был представлен своей женой Джойс Фархэт. Двукратный чемпион Соединённых Штатов WWWF и обладатель более 20 региональных титулов NWA |
| 2007 | Индивидуально      | Джим Росс                                                                                  | Стив Остин                                        | Долгое время был главным ринганнонсером для WWF/E, WCW и других региональных федераций. Руководитель WWF Talent Relations во время Эры Attitude. Принял на работу многих знаменитых рестлеров |
| 2007 | Группа             | «Дикие самоанцы» (Афа и Сика)                                                              | Саму и Мэтт Аноа'и                                | Трёхкратные командные чемпионы мира WWF |
| 2008 | Индивидуально      | Рик Флэр                                                                                   | Трипл Эйч                                         | Двукратный чемпион WWF, восьмикратный чемпион мира в тяжёлом весе WCW, и десятикратный Чемпион мира в тяжёлом весе NWA |
| 2008 | Индивидуально      | Питер Майвиа                                                                               | Скала                                             | Введён посмертно. На церемонии был представлен своей дочерью Это Майвиа Джонсон. Обладатель более дюжины региональных титулов NWA |
| 2008 | Индивидуально      | Рокки Джонсон                                                                              | Скала                                             | Командный чемпион мира WWF. Вместе с Тони Атласом стал первым афроамериканским командным чемпионом мира WWF |
| 2008 | Индивидуально      | Мэй Янг                                                                                    | Пат Паттерсон                                     | Первый в истории женский чемпион Соединённых Штатов NWA |
| 2008 | Индивидуально      | Эдди Грэм                                                                                  | Дасти Роудс                                       | Введён посмертно. На церемонии был представлен его сыном Майком Грэхемом. Обладатель более 30 региональных чемпионских титулов |
| 2008 | Индивидуально      | Гордон Солье                                                                               | Джим Росс                                         | Введён посмертно. На церемонии был представлен своими пятью детьми. Комментатор, ринганнонсер и промоутер Championship Wrestling from Florida, позднее работал в World Championship Wrestling |
| 2008 | Группа             | Братья Бриско (Джек Бриско и Джеральд Бриско)                                              | Джон Лэйфилд                                      | Трёхкратные командные чемпионы мира NWA и обладатели более дюжины региональных титулов NWA |
| 2009 | Индивидуально      | Стив Остин                                                                                 | Винс Макмэн                                       | Шестикратный чемпион WWF, четырёхкратный командный чемпион WWF, двукратный интерконтинентальный чемпион WWF, победитель King of the Ring 1996 года, трёхкратный победитель Королевской битвы (1997, 1998 и 2001) |
| 2009 | Индивидуально      | Рикки Стимбот                                                                              | Рик Флэр                                          | Чемпион мира в тяжёлом весе NWA, трёхкратный чемпион Соединённых Штатов NWA и интерконтинентальный чемпион WWF |
| 2009 | Индивидуально      | Билл Уоттс                                                                                 | Джим Росс                                         | Бывший реслинг промоутер на юго-востоке Соединённых Штатов , командный чемпион Соединённых Штатов WWWF и обладатель более 20 региональных титулов NWA |
| 2009 | Индивидуально      | Коко Би Уэйр                                                                               | Хонки-тонк Мен                                    | Обладатель нескольких региональных титулов NWA |
| 2009 | Индивидуально      | Говард Финкель                                                                             | Джин Окерланд                                     | Ринг-анонсер WWE с 1975 года. |
| 2009 | Группа             | Фанки (Терри Фанк и Дори Фанк-младший)                                                     | Дасти Роудс                                       | Обладатели нескольких титулов командных чемпионов, включая титул интерконтинентальных командных чемпионов NWA |
| 2009 | Группа             | Фон Эрихи (Фритц, Кевин, Дэвид, Майк, Крис и Керри Фон Эрих)                               | Майкл Хейс                                        | Знаменитая семья рестлеров, которая провела много времени в World Class Championship Wrestling. Различные комбинации рестлеров из семьи завоевали несколько региональных командных чемпионских титулов NWA и командных чемпионств WCCW, включая титул командных чемпионов мира WCWA и титул командных чемпионов мира среди команд, состоящих из 6 человек |
| 2010 | Индивидуально      | Тед Дибиаси                                                                                | Тед Дибиаси-мл. и Бретт Дибиаси                   | Четырёхкратный чемпион Mid-South North American Heavyweight, трёхкратный командный чемпион мира WWF, двукратный национальный чемпион NWA и двукратный чемпион на миллион долларов. Победитель King of the Ring 1988 года |
| 2010 | Индивидуально      | Антонио Иноки                                                                              | Стэн Хансен                                       | Основатель New Japan Pro Wrestling, двукратный чемпион мира в тяжёлом весе по единоборству WWWF/WWF и чемпион в тяжёлом весе IWGP |
| 2010 | Индивидуально      | Уэнди Рихтер                                                                               | Родди Пайпер                                      | Двукратный женский чемпион WWF, женский чемпион AWA и двукратный женский командный чемпион мира NWA |
| 2010 | Индивидуально      | Морис Вашон                                                                                | Пат Паттерсон                                     | Пятикратный чемпион мира в тяжёлом весе AWA |
| 2010 | Индивидуально      | Великолепный Джордж                                                                        | Дик Бэйер                                         | Введён посмертно. На церемонии был представлен бывшей женой Обладатель бостонской версии чемпиона мира в тяжёлом весе AWA. |
| 2010 | Индивидуально      | Стю Харт                                                                                   | Брет Харт                                         | Введён посмертно. На церемонии был представлен Брет Хартом и семьей Хартов. Основатель Stampede Wrestling в Калгари в 1948 году, которой руководил до 1984 года. Основатель школы реслинга «The Dungeon» и тренер многих рестлеров WWE. Патриарх семьи Хартов                                                                                             |
| 2010 | Знаменитость       | Боб Юкер                                                                                   | Дик Эберсол                                       | [ 88 ] |
| 2011 | Индивидуально      | Шон Майклз                                                                                 | Трипл Эйч                                         | Трёхкратный чемпион WWE, чемпион мира в тяжёлом весе, трёхкратный интерконтинентальный чемпион WWF, двукратный победитель Королевской Битвы, первый рестлер, завоевавший Большой Шлем |
| 2011 | Индивидуально      | Джим Дагган                                                                                | Тед Дибиаси                                       | Победитель первой Королевской битвы в 1988 году, чемпион Соединённых Штатов WCW, телевизионный чемпион мира WCW |
| 2011 | Индивидуально      | Боб Армстронг                                                                              | Семья Армстронга (Скотт, Бред и Брайан)           | Несколько раз становился чемпионом в региональных отделениях NWA. Отец четырёх рестлеров: Скотта, Брэда, Стива и Брайана |
| 2011 | Индивидуально      | Санни                                                                                      | Дивы WWE                                          | Объявлена как первая Дива WWE |
| 2011 | Индивидуально      | Абдулла Мясник                                                                             | Терри Фанк                                        | Легенда хардкор рестлинга, выступавший в региональных отделениях NWA |
| 2011 | Группа             | «Дорожные воины» (Дорожный воин Зверь, Дорожный воин Ястреб и Пол Эллеринг)                | Дасти Роудс                                       | Двукратный командный чемпион WWF, командный чемпион мира AWA, командный международный чемпион NWA, командный чемпион мира NWA |
| 2011 | Знаменитость       | Дрю Кэри                                                                                   | Кейн                                              | [ 95 ] |
| 2012 | Индивидуально      | Миль Маскарас                                                                              | Альберто Дель Рио                                 | Мексиканский лучадор. Маскарас стал первым реслером в маске, выступившем а арене «Мэдисон-сквер-гарден» |
| 2012 | Индивидуально      | Эдж                                                                                        | Кристиан                                          | Четырёхкратный чемпион WWE, семикратный чемпион мира в тяжёлом весе, победитель первого в истории матча с лестницами «Деньги в банке» и Королевской битвы в 2010 году. 14 раз становился чемпионом в командных боях |
| 2012 | Индивидуально      | Рон Симмонс                                                                                | Джон Лэйфилд                                      | Первый афроамериканский чемпион мира в тяжёлом весе. Под именем Фарук он трижды становился чемпионом в командных боях вместе с Лэйфилдом |
| 2012 | Индивидуально      | Ёкодзуна                                                                                   | Джимми и Джей Усо                                 | Введён посмертно. На церемонии его представлял двоюродный брат Рикиши и его семья. Двукратный чемпион WWE, двукратный чемпион мира в командных боях и победитель Королевской битвы 1993 |
| 2012 | Группа             | «Четыре всадника» (Рик Флэр, Барри Уиндем, Арн Андерсон, Талли Бланшар и Джей Джей Диллон) | Дасти Роудс                                       | Одна из лучших команд 1980-х. Наибольший успех достигли в 1988 году, когда её члены контролировали все три главных титула NWA |
| 2012 | Знаменитость       | Майк Тайсон                                                                                | Трипл Эйч и Шон Майклз                            | Тайсон сыграл важную роль в популяризации WWE и WrestleMania в конце 90-х годов, участвовал в WrestleMania XIV и был специально приглашённым ведущим шоу Raw в 2010 году |
| 2013 | Индивидуально      | Мик Фоли                                                                                   | Терри Фанк                                        | Выступал под разными сценическими именами, такими как Кактус Джек, Мэнкаинд и Дад Лав. Трёхкратный чемпион WWF, восьмикратный командный чемпион WWF, двукратный командный чемпион мира ECW, командный чемпион мира WCW и первый хардкорный чемпион WW |
| 2013 | Индивидуально      | Боб Бэклунд                                                                                | Мария Менунос                                     | Двукратный чемпион WWF, чьё первое чемпионство длилось более пяти лет |
| 2013 | Индивидуально      | Триш Стратус                                                                               | Стефани Макмэн                                    | Семикратный женский чемпион WWF/E, трёхкратный обладатель титула WWE Babe of the Year, хардкорный чемпион WWE. На юбилейном выпуске Raw, посвящённому 10-летию передачи была названа Дивой десятилетия |
| 2013 | Индивидуально      | Бруно Саммартино                                                                           | Арнольд Шварецнеггер                              | Двукратный чемпион WWWF, которому принадлежат рекорды по длительности удержания титула за карьеру — 11 лет и по длительности удержания титула подряд дней — 7 лет |
| 2013 | Индивидуально      | Букер Ти                                                                                   | Стиви Рей                                         | Пятикратный чемпион WCW, чемпион мира в тяжёлом весе, четырёхкратный чемпион Соединённых Штатов WCW/WWE, а также обладатель рекордных 11 титулов командного чемпиона мира WCW |
| 2013 | Знаменитость       | Дональд Трамп                                                                              | Винс Макмэн                                       | Принимал WrestleMania IV и WrestleMania V в «Трамп Плазе». Победитель «Битвы миллиардеров» на WrestleMania 23 |
| 2014 | Индивидуально      | Последний воин                                                                             | Линда Макмэн                                      | Чемпион WWF, Интерконтинентальный чемпион WWF |
| 2014 | Индивидуально      | Карлос Колон                                                                               | Примо, Эпико и Карлито                            | Сделал большой вклад в развитие пуэрто-риканского реслинга |
| 2014 | Индивидуально      | Пол Берер                                                                                  | Кейн                                              | Был менеджером многих реслеров, в том числе Гробовщика и Кейна. Введён посмертно |
| 2014 | Индивидуально      | Лита                                                                                       | Триш Стратус                                      | Женская чемпионка WWE (4 раза) |
| 2014 | Индивидуально      | Скотт Холл                                                                                 | Кевин Нэш                                         | Интерконтинентальный чемпион WWF (4 раза). Состоял в легендарной группировке New World Order |
| 2014 | Индивидуально      | Джейк «Змей» Робертс                                                                       | Даймонд Даллас Пейдж                              | Изобрёл ныне популярный приём DDT |
| 2014 | Знаменитость       | Мистер Ти                                                                                  | Джин Окерланд                                     | Участвовал в главном событии первой WrestleMania |
| 2015 | Индивидуально      | «Мачо Мэн» Рэнди Сэвидж                                                                    | Халк Хоган                                        | Введён посмертно. Чемпион WWF (2 раза), чемпион мира WCW в тяжёлом весе (4 раза), интерконтинентальный чемпион WWF (1 раз) и победитель King of the Ring (1987) |
| 2015 | Индивидуально      | Тацуми Фудзинами                                                                           | Рик Флэр                                          | Младший чемпион в тяжёлом весе WWWF (1 раз), чемпион IWGP в тяжёлом весе (6 раз), чемпион мира NWA в тяжёлом весе (1 раз) |
| 2015 | Индивидуально      | Ларри Збышко                                                                               | Бруно Саммартино                                  | Командный чемпион WWWF (1 раз), чемпион мира AWA в тяжёлом весе (2 раза) |
| 2015 | Индивидуально      | Рикиши                                                                                     | Братья Усо                                        | Интерконтинентальный чемпион WWF (1 раз), командный чемпион мира WWF (2 раза), командный чемпион WWE (1 раз) |
| 2015 | Индивидуально      | Аландра Блейз                                                                              | Наталья                                           | Женская чемпионка WWF (3 раза), чемпионка мира AWA в тяжёлом весе (1 раз) |
| 2015 | Индивидуально      | Кевин Нэш                                                                                  | Шон Майклз                                        | Чемпион WWF (1 раз), чемпион мира WCW в тяжёлом весе (5 раз), интерконтинентальный чемпион WWF (1 раз), командный чемпион мира WWF (2 раза) |
| 2015 | Группа             | «Бушвакеры» (Люк Уильямс и Бутч Миллер)                                                    | Джон Лоуринайтис                                  | |
| 2015 | Знаменитость       | Арнольд Шварценеггер                                                                       | Трипл Эйч                                         | Сделал большой вклад в развитие реслинга |
| 2016 | Индивидуально      | Стинг                                                                                      | Рик Флэр                                          | Шестикратный мировой чемпион WCW в тяжёлом весе, двукратный мировой чемпион NWA в тяжёлом весе, двукратный чемпион Соединённых Штатов WWE в тяжёлом весе, трёхкратный мировой командный чемпион WCW. |
| 2016 | Индивидуально      | Крёстный отец                                                                              | APA (Джон Лэйфилд и Рон Симмонс)                  | Интерконтинентальный чемпион WWF, командный чемпион WWF. |
| 2016 | Индивидуально      | Биг Босс Мен                                                                               | Слик                                              | Введён посмертно. На церемонии рестлера представляли его жена Анджела и дочери Лейси и Меган. Четырёхкратный хардкорный чемпион WWF, командный чемпион WWF. |
| 2016 | Индивидуально      | Жаклин                                                                                     | «Братья Дадли» (Бабба Рей Дадли и Ди-Вон Дадли)   | Двукратный чемпион WWF среди женщин, чемпион WWE в первом тяжёлом весе. |
| 2016 | Индивидуально      | Стен Хэнсен                                                                                | Вейдер                                            | Мировой чемпион AWA в тяжёлом весе, чемпион Соединённых Штатов NWA в тяжёлом весе. |
| 2016 | Группа             | «Потрясающие вольные птицы» (Майкл Хейс, Терри Горди, Бадди Робертс, Джимми Гервин)        | «Новый день» (Биг И, Кофи Кингстон и Ксавье Вудс) | |
| 2016 | Знаменитость       | Snoop Dogg                                                                                 | Джон Сина                                         | Ведущий матча Playboy BunnyMania с лесорубами на WrestleMania XXIV Приглашённый ведущий Raw в 2009 и 2015 годах. Многократно участвовал в записях программ WWE в качестве приглашённой звезды. |
| 2017 | Индивидуально      | Курт Энгл                                                                                  | Джон Сина                                         | 6-кратный чемпион мира и «Король ринга» 2001 года. |
| 2017 | Индивидуально      | Теодор Лонг                                                                                | APA (Джон Лэйфилд и Рон Симмонс)                  | Рефери, менеджер в WCW и WWE. |
| 2017 | Индивидуально      | Даймонд Даллас Пейдж                                                                       | Эрик Бишофф                                       | Трёхкратный чемпион мира в тяжелом весе WCW |
| 2017 | Индивидуально      | Бет Финикс                                                                                 | Наталья                                           | 4-кратная женская чемпионка WWE |
| 2017 | Индивидуально      | Рик Руд                                                                                    | Рикки Стимбот                                     | 'Введён посмертно.' На церемонии рестлера представляли его жена Мишель, дочь Мерисса и сын Рик. Трёхкратный международный чемпион мира в тяжелом весе WCW, интерконтинентальный чемпион WWF. |
| 2017 | Группа             | «Рок-н-ролл Экспресс» (Рикки Мортон и Роберт Гибсон)                                       | Джим Корнетт                                      | 8-кратные командные чемпионы мира NWA |
| 2018 | Индивидуально      | Голдберг                                                                                   | Пол Хейман                                        | Чемпион мира в тяжёлом весе WCW, чемпион мира в тяжёлом весе WWE, чемпион Вселенной WWE. Ему принадлежит беспроигрышная серия побед 173—0. |
| 2018 | Индивидуально      | Айвори                                                                                     | Молли Холли                                       | Трёхкратная женская чемпионка WWF. |
| 2018 | Индивидуально      | Джефф Джарретт                                                                             | Дорожный Пёс                                      | Четырёхкратный чемпион мира в тяжёлом весе WCW, шестикратный интерконтинентальный чемпион WWF. |
| 2018 | Индивидуально      | Хиллбилли Джим                                                                             | Джимми Харт                                       | Более 30 лет проработал в WWE. Выступал как рестлер и менеджер, а также занимал административные должности. |
| 2018 | Индивидуально      | Марк Генри                                                                                 | Биг Шоу                                           | Чемпион мира в тяжёлом весе, чемпион ECW, европейский чемпион WWF. |
| 2018 | Знаменитость       | Кид Рок                                                                                    | Трипл Эйч                                         | Выступал в живую на нескольких шоу WWE, автор вступительной песни Гробовщика («American Bad Ass») и Стэйси Киблер («Legs»). Множество его песен использовалось в pay-per-view шоу. |
| 2018 | Группа             | «Братья Дадли» (Бабба Рей Дадли и Ди-Вон Дадли)                                            | Эдж и Кристиан                                    | 8-кратные командные чемпионы мира/WWF, командные чемпионы WWE, 8-кратные чемпионы ECW, командные чемпионы WCW. |
| 2019 | Индивидуально      | Хонки-тон Мэн                                                                              | Джимми Харт                                       | Интерконтинентальный чемпион WWF в течение 64 недель подряд. |
| 2019 | Индивидуально      | Торри Уилсон                                                                               | Стэйси Киблер                                     | |
| 2019 | Индивидуально      | Брутус «Барбер» Бифкейк                                                                    | Халк Хоган                                        | |
| 2019 | Группа             | D-Generation X (Трипл Эйч, Шон Майклз, Чайна, Дорожный пёс, Билли Ганн и Икс-пак)          | -                                                 | |
| 2019 | Группа             | «Основание Хартов» (Брет Харт и Джим Нейдхарт)                                             | Наталья                                           | |
| 2019 | Группа             | «Гарлем Хит» (Букер Ти и Стиви Рей)                                                        | -                                                 | |
| 2020 | Индивидуально      | Джон «Бредшоу» Лэйфилд                                                                     | -                                                 | |
| 2020 | Индивидуально      | Близняшки Белла                                                                            | -                                                 | |
| 2020 | Индивидуально      | Дзюсин «Гром» Лайгер                                                                       | -                                                 | |
| 2020 | Индивидуально      | Британский Бульдог                                                                         | -                                                 | Введён посмертно |
| 2020 | Группа             | «Новый мировой порядок»(Скотт Холл, Кевин Нэш, Халк Хоган и Шон Уолтман)                   | -                                                 | |
| 2020 | Знаменитость       | Уильям Шетнер                                                                              | -                                                 | |
| В связи с пандемией COVID-19 церемония 2020 года не состоялась. Поэтому члены Зала славы 2020 года были включены в него вместе с членами Зала славы 2021 года на церемонии 2021 года. |                    |                                                                                            |                                                   | |
| 2021 | Индивидуально      | Кейн                                                                                       | -                                                 | |
| 2021 | Индивидуально      | Роб Ван Дам                                                                                | -                                                 | |
| 2021 | Индивидуально      | Великий Кали                                                                               | -                                                 | |
| 2021 | Индивидуально      | Эрик Бишофф                                                                                | -                                                 | |
| 2021 | Индивидуально      | Молли Холли                                                                                | -                                                 | |
| 2021 | Знаменитость       | Оззи Озборн                                                                                | -                                                 | |
| 2022 | Индивидуально      | Гробовщик                                                                                  | Винс Макмэн                                       | |
| 2022 | Индивидуально      | Вейдер                                                                                     | Джек Картер                                       | Введён посмертно |
| 2022 | Индивидуально      | Королева Шармелл                                                                           | Букер Ти                                          | |
| 2022 | Группа             | Братья Штайнеры (Скотт Штайнер и Рик Штайнер)                                              | Брон Брейккер                                     | |
| 2023 | Индивидуально      | Рей Мистерио                                                                               | Коннан                                            | |
| 2023 | Индивидуально      | Великий Мута                                                                               | Рик Флэр                                          | |
| 2023 | Индивидуально      | Стэйси Киблер                                                                              | Мик Фоли и Торри Уилсон                           | |
| 2023 | Знаменитость       | Энди Кауфман                                                                               | Джерри «Король» Лоулер и Джимми Харт              | Введён посмертно |
| 2024 | Индивидуально      | Пол Хейман                                                                                 | Роман Рейнс                                       | |
| 2024 | Индивидуально      | Булл Накано                                                                                | Аландра Блейз                                     | |
| 2024 | Индивидуально      | Тандерболт Паттерсон                                                                       | Биг И, Кофи Кингстон и Ксавье Вудс                | |
| 2024 | Индивидуально      | Лиа Майвиа                                                                                 | Скала                                             | |
| 2024 | Группа             | «Американский экспресс» (Барри Уиндем и Майк Ротунда)                                      | Бо Даллас и Майк Ротунда                          | |
| 2024 | Знаменитость       | Мохаммед Али                                                                               | Гробовщик                                         | Введён посмертно |
| 2025 | Индивидуально      | Трипл Эйч                                                                                  | Шон Майклз                                        | |
| 2025 | Индивидуально      | Лекс Люгер                                                                                 | Даймонд Даллас Пейдж                              | |
| 2025 | Индивидуально      | Мишель Маккул                                                                              | Гробовщик                                         | |
| 2025 | Группа             | «Стихийные бедствия» (Землетрясение и Тайфун)                                              |                                                   | Землетрясение введён посмертно |
| 2025 | Бессмертный момент | Брет Харт пр. Стива Остина на WrestleMania 13                                              | Си Эм Панк                                        | |

### Награда Воина

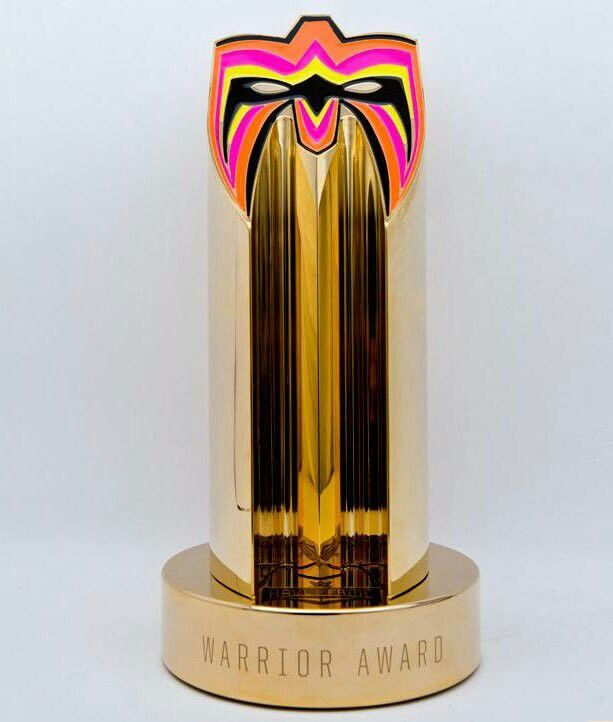
Награда Воина

В 2015 году WWE ввела «Награду Воина» для тех, кто «демонстрирует непоколебимую силу и настойчивость, и кто проживает жизнь с мужеством и состраданием, воплощающими неукротимый дух Последнего воина».
Хотя WWE продвигает лауреатов «Награды Воина» как членов Зала славы, они не включены в раздел Зала славы на сайте WWE, а в галерее изображений, где представлены «все, кто когда-либо входил в Зал славы WWE», нет ни одного лауреата.
Награда была учреждена после смерти Последнего воина. Во время своей речи в Зале славы в апреле 2014 года, незадолго до своей смерти, он предложил создать специальную категорию под названием «Награда Джимми Миранды» для закадровых работников WWE. Миранда, умерший в 2002 году, более 20 лет работал в отделе мерчендайза WWE. Традиционно награду вручает Дана Уорриор, вдова Последнего воина.
| Год  | Персона                        | Объявил о введении           |
| ---- | ------------------------------ | ---------------------------- |
| 2015 | Коннор Михалек                 | Дана Уорриор и Дэниел Брайан |
| 2016 | Джоан Лунден                   | Дана Уорриор                 |
| 2017 | Эрик ЛеГранд                   | Дана Уорриор                 |
| 2018 | Джарриус «Джей Джей» Робертсон | Дана Уорриор                 |
| 2019 | Сью Эйтчисон                   | Дана Уорриор и Джон Сина     |
| 2020 | Тайтус О’Нил                   | —                            |
| 2021 | Рич Херинг                     | —                            |
| 2022 | Шад Гаспард                    | Дана Уорриор                 |
| 2023 | Тим Уайт                       |                              |

### Категория «Наследие»
В 2016 году WWE ввела новую категорию для Зала славы под названием «Наследие». В этой категории представлены представители нескольких эпох истории рестлинга, начиная с начала XX века. Все вошедшие, кроме двух — Хисаси Симма и создатель MSG Network Джозеф Коэн — были включены в Зал посмертно. На церемониях награждения членов «Наследия» отмечают с помощью видеоролика.
| Год  | Рестлер            | Год  | Рестлер               |
| ---- | ------------------ | ---- | --------------------- |
| 2016 | Эд Льюис           | 2019 | Брюзер Броуди         |
| 2016 | Фрэнк Готч         | 2019 | Бадди Роуз            |
| 2016 | Георг Гаккеншмидт  | 2019 | Хисаси Симма          |
| 2016 | Лу Тез             | 2019 | Джим Барнетт          |
| 2016 | Милдред Берк       | 2019 | Джозеф Коэн           |
| 2016 | Пэт О’Коннор       | 2019 | Луна Вашон            |
| 2016 | «Моряк» Арт Томас  | 2019 | Примо Карнера         |
| 2017 | Беркэт Райт        | 2019 | Профессор Тору Танака |
| 2017 | Доктор Джерри Грэм | 2019 | С. Д. Джонс           |
| 2017 | Эрик ЛеГранд       | 2019 | Ваху Макдэниэл        |
| 2017 | Хэйстекс Кэлхун    | 2020 | Барон Микеле Леоне    |
| 2017 | Джуди Грейбл       | 2020 | Брикхаус Браун        |
| 2017 | Джун Байерс        | 2020 | Гэри Харт             |
| 2017 | Лютер Линдсей      | 2020 | Рэй Стивенс           |
| 2017 | Мартин Бернс       | 2020 | Стив Уильямс          |
| 2017 | Рикидодзан         | 2021 | Базз Сойер            |
| 2017 | Тутс Мондт         | 2021 | Дик Брюзер            |
| 2018 | Борис Маленко      | 2021 | Этель Джонсон         |
| 2018 | Кора Комбс         | 2021 | Пол Боэш              |
| 2018 | Дара Сингх         | 2021 | Пэз Уотли             |
| 2018 | Хиро Мацуда        | 2025 | Камала                |
| 2018 | Лорд Альфред Хейс  | 2025 | Дори Фанк-старший     |
| 2018 | Джим Лондос        | 2025 | Иван Колофф           |
| 2018 | Руфус Р. Джонс     | 2025 |                       |
| 2018 | Эль-Санто          | 2025 |                       |
| 2018 | Спутник Монро      |      |                       |
| 2018 | Стэн Стейзиак      |      |                       |

## Дата и место проведения

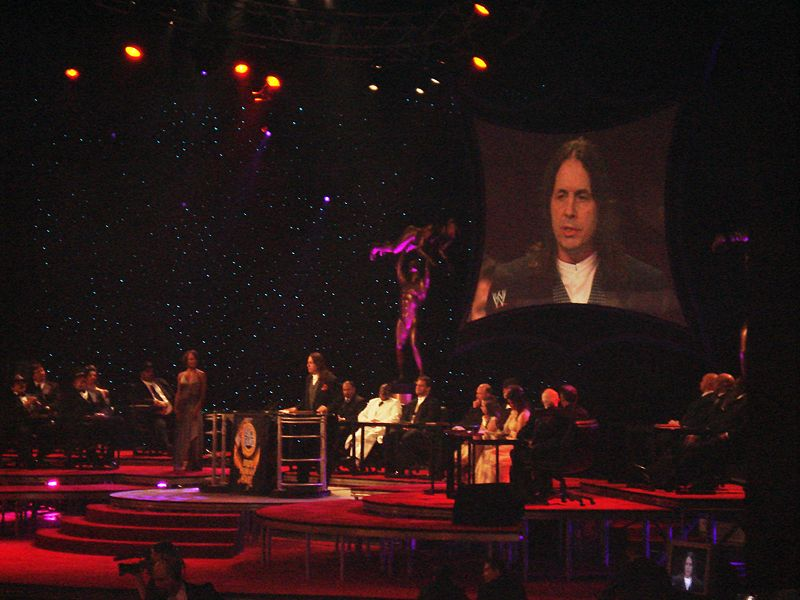
Введения Брета Харта в Зал славы в 2006.

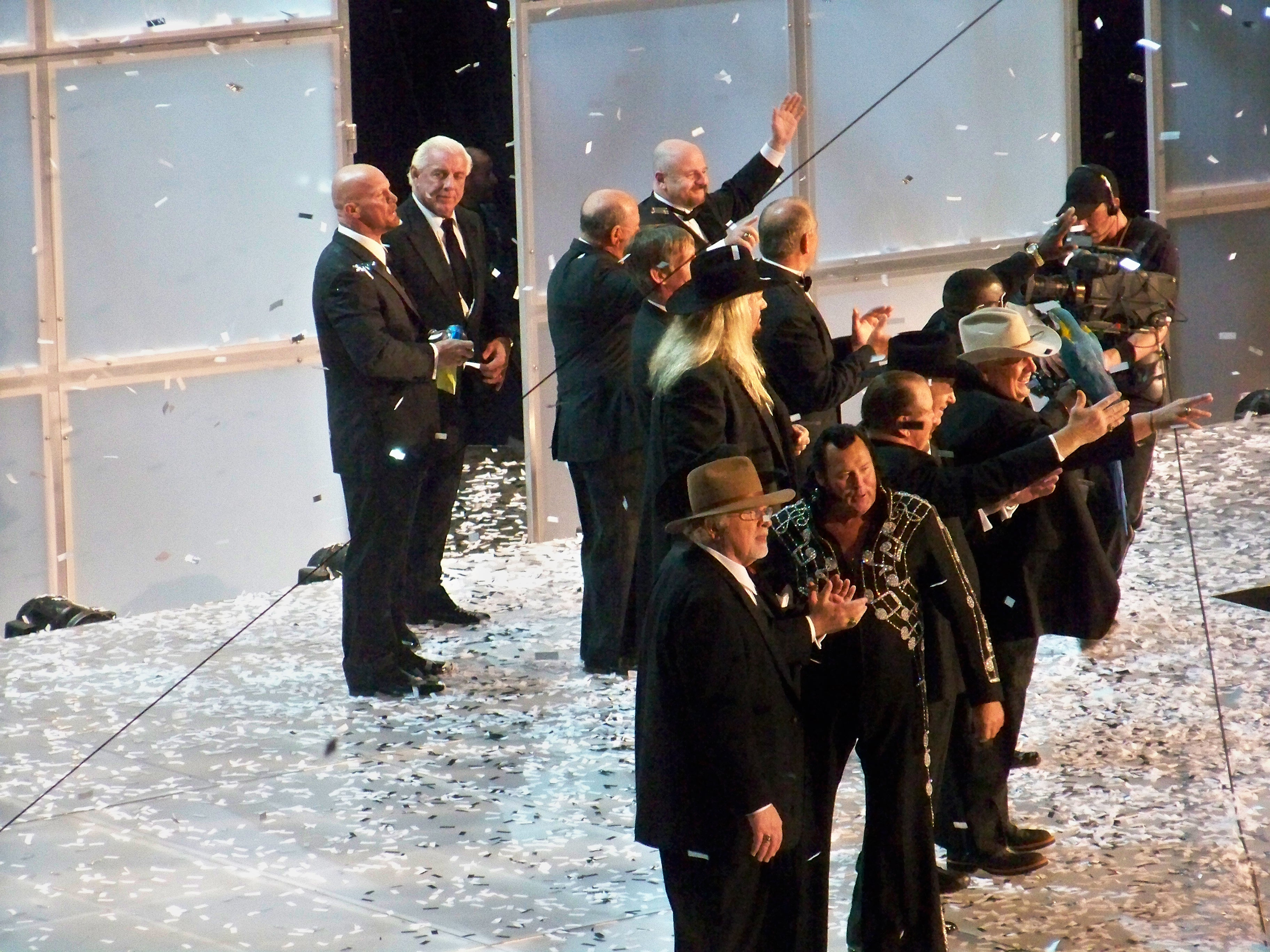
Церемония Зала Славы WWE 2009 года.

| Дата                         | Место проведения          | Место проведения                      | WrestleMania [a] |
| ---------------------------- | ------------------------- | ------------------------------------- | ---------------- |
| 18 июня 1994                 | Балтимор, Мэриленд        | Omni Inner Harbor International Hotel | —[b]             |
| 24 июня 1995                 | Филадельфия, Пенсильвания | Отель Марриотт                        | —[c]             |
| 16 ноября 1996               | Нью-Йорк, Нью-Йорк        | Марриотт Маркиз                       | —[d]             |
| 13 марта 2004                | Нью-Йорк, Нью-Йорк        | Хилтон                                | XX               |
| 2 апреля 2005                | Лос-Анджелес, Калифорния  | Юниверсал амфитеатр                   | 21               |
| 1 апреля 2006                | Роузмонт, Иллинойс        | Театр Роузмонт                        | 22               |
| 31 марта 2007                | Детройт, Мичиган          | Театр Фокс                            | 23               |
| 29 марта 2008                | Орландо, Флорида          | Эмвей-арена                           | XXIV             |
| 4 апреля 2009                | Хьюстон, Техас            | Тойота-центр                          | XXV              |
| 7 марта 2010                 | Финикс, Аризона           | Театр Додж                            | XXVI             |
| 2 апреля 2011                | Атланта, Джорджия         | Филипс-арена                          | XXVII            |
| 31 марта 2012                | Майами, Флорида           | Американ Эйрлайнс-арена               | XXVIII           |
| 6 апреля 2013                | Нью-Йорк, Нью-Йорк        | Медисон-сквер-гарден                  | 29               |
| 5 апреля 2014                | Новый Орлеан, Луизиана    | Нью-Орлеан-арена                      | XXX              |
| 28 марта 2015                | Сан-Хосе, Калифорния      | SAP-центр в Сан-Хосе                  | 31               |
| 2 апреля 2016                | Даллас, Техас             | Американ Эйрлайнс-центр               | 32               |
| 31 марта 2017                | Орландо, Флорида          | Эмвей-центр                           | 33               |
| 6 апреля 2018                | Новый Орлеан, Луизиана    | Смути-кинг-центр                      | 34               |
| 6 апреля 2019                | Нью-Йорк, Нью-Йорк        | Барклайс-центр                        | 35               |
| 30 марта 2021, 1 апреля 2021 | Сент-Питерсберг, Флорида  | WWE ThunderDome в Тропикана-филд      | 37               |

## Заметки
- a  — Церемонии проходили в ночь перед WrestleMania и были её частью.
- b c d - До 2004 года WWE не проводила церемонию в ночь перед WrestleMania.